# Robyn Maynard
 (avril 2023).
La mise en forme du texte ne suit pas les recommandations de Wikipédia : il faut le « wikifier ».
Les points d'amélioration suivants sont les cas les plus fréquents. Le détail des points à revoir est peut-être précisé sur la page de discussion.
- Les titres sont pré-formatés par le logiciel. Ils ne sont ni en capitales, ni en gras.
- Le texte ne doit pas être écrit en capitales (les noms de famille non plus), ni en gras, ni en italique, ni en « petit »…
- Le gras n'est utilisé que pour surligner le titre de l'article dans l'introduction, une seule fois.
- L'italique est rarement utilisé : mots en langue étrangère, titres d'œuvres, noms de bateaux, etc.
- Les citations ne sont pas en italique mais en corps de texte normal. Elles sont entourées par des guillemets français : « et ».
- Les listes à puces sont à éviter, des paragraphes rédigés étant largement préférés. Les tableaux sont à réserver à la présentation de données structurées (résultats, etc.).
- Les appels de note de bas de page (petits chiffres en exposant, introduits par l'outil «  Source ») sont à placer entre la fin de phrase et le point final[comme ça].
- Les liens internes (vers d'autres articles de Wikipédia) sont à choisir avec parcimonie. Créez des liens vers des articles approfondissant le sujet. Les termes génériques sans rapport avec le sujet sont à éviter, ainsi que les répétitions de liens vers un même terme.
- Les liens externes sont à placer uniquement dans une section « Liens externes », à la fin de l'article. Ces liens sont à choisir avec parcimonie suivant les règles définies. Si un lien sert de source à l'article, son insertion dans le texte est à faire par les notes de bas de page.
- La présentation des références doit suivre les conventions bibliographiques. Il est recommandé d'utiliser les modèles {{Ouvrage}}, {{Chapitre}}, {{Article}}, {{Lien web}} et/ou {{Bibliographie}}. Le mode d'édition visuel peut mettre en forme automatiquement les références.
- Insérer une infobox (cadre d'informations à droite) n'est pas obligatoire pour parachever la mise en page.

Pour une aide détaillée, merci de consulter Aide:Wikification.
Si vous pensez que ces points ont été résolus, vous pouvez retirer ce bandeau et améliorer la mise en forme d'un autre article.
 (novembre 2021).
Pour les articles homonymes, voir Maynard.
Robyn Maynard est une écrivaine canadienne noire vivant à Toronto (Canada),. Elle est surtout connue pour son livre Policing Black Lives (en version française: NoirEs sous surveillance : Esclavage, répression et violence au Canada). Ce livre fait l'état du racisme anti-Noir au Canada en explorant l'héritage actuel et continu de l'esclavage dans les façons dont les personnes noires font l'expérience de la surveillance et de la captivité par le biais du maintien de l'ordre, des prisons, des services de protection de l'enfance et des contrôles frontaliers.

## Études et contributions au monde académique
Maynard a étudié à la faculté des arts de l'Université McGill, avant de compléter ses études doctorales à l'Université de Toronto, comme récipiendaire de la bourse Vanier.
Maynard occupe actuellement le poste d'assistante professeure au département d'études historiques et culturelles de l'Université de Toronto à Scarborough, où elle enseigne et poursuit ses recherches sur la pensée féministe noire transnationale, les mouvements sociaux pour la libération noire, la surveillance, les frontières, le monde carcéral, l'histoire afro-canadienne et les méthodologies abolitionistes et anti-coloniales.
Les récentes publications universitaires de Robyn Maynard comprennent "Police Abolition/Black Revolt" et " Black Life and Death Across the US-Canada Border : Border violence, Black fugitive belonging and a Turtle Island view of Black liberation".
Ses écrits ont également été publiés dans des revues telles que le Washington Post, le World Policy Journal, le Toronto Star, Canadian Woman Studies, Scholar and Feminist Online et Maisonneuve.

## Œuvres
Robyn Maynard est l'auteure des ouvrages :

### Essai
- Policing Black Lives: State violence in Canada from slavery to the present : Black Point: Fernwood, 2017[7],[3].
- NoirEs sous surveillance : Esclavage, répression et violence au Canada. Montréal: Mémoire d'encrier, 2018[8].

### Ouvrages collectifs
- Rehearsals for Living, coécrit avec Leanne Betasamosake Simpson.

## Récompenses et distinctions
Policing Black Lives a été désigné comme l'un des "100 meilleurs livres de 2017 " par le Hill Times, a figuré dans la liste des "meilleurs livres de 2018 " de The Walrus, a été présélectionné pour un Atlantic Book Award, le Concordia University First Book Prize et le Mavis Gallant Prize for Non-fiction. Il est le lauréat du 2018 Annual Errol Morris Book Prize et sa traduction française a remporté le Prix des Libraires du Québec (2019) dans la catégorie essai.
En 2020, Maynard a été présélectionnée pour le prix Dayne Ogilvie, le prix littéraire canadien pour les écrivains et écrivaines LGBTQ de la relève.
Son livre Rehearsals for Living, projet épistolaire coécrit avec Leanne Betasamosake Simpson pendant la pandémie de COVID-19, a été mis en lice pour le Prix du Gouverneur général dans la catégorie études et essais de langue anglaise en 2022. Rehearsals for Living est un échange entre deux militantes, l'une noire et l'autre autochtone, toutes deux femmes et mères, sur le thème de la poursuite de la liberté.